# Comentario de texto filosófico
Un comentario de texto filosófico es un estudio de un texto de carácter filosófico, que se realiza desde diversos puntos de vista, y que permite analizar sus características y  naturaleza.
El comentario ha sido una herramienta de gran utilidad e importancia. Una gran parte de las escuelas de pensamiento se originaron a raíz del análisis que comentaristas desarrollaron con destacadas obras filosóficas. En la antigua Grecia y Roma, destacadas escuelas de pensadores elaboraron algunos de sus pensamientos a partir de los comentarios de textos de Platón y Aristóteles. Es posible considerar a una parte sustantiva del pensamiento filosófico de santo Tomás de Aquino un significativo comentario a determinadas ideas de Aristóteles.
El comentario de texto en filosofía posee su base en la importancia que la filosofía otorga al análisis del lenguaje y la interpretación de un texto.

## Estructura
En la actualidad el comentario de texto filosófico ha evolucionado hasta adquirir un formato que en muchos casos obedece al esquema indicado en esta sección.

### Introducción
Un comentario de texto filosófico comienza con un claro enunciado del tema o problema filosófico que se analiza. Se enmarca el problema en el espacio del pensamiento, a menudo mediante un ejemplo que el autor del texto analizado trata. Se intenta transmitir al lector una idea clara de los temas filosóficos generales que se analizan a la vez que la importancia de los mismos. 
También se presenta en forma clara la posición del autor analizado, y la conclusión o resolución que alcanza sobre el tema o problema filosófico planteado.
Finalmente se incluye un breve enunciado sobre los objetivos del comentario que se presenta.  El mismo es tanto una evaluación de la posición del autor del texto filosófico como también sobre la posición del comentarista sobre el tema que se discute.

### Presentación del argumento del texto que se analiza
Se suele presentar un breve resumen de los argumentos que presenta el texto analizado. Se condensa el texto analizado presentando sus proposiciones principales, defensa de las hipótesis, y  conclusiones.

### Defensa del comentario
Por lo general se suele reafirmar la evaluación del texto analizado.  Y luego se procede a atacar y disectar el razonamiento y argumentos del texto filosófico, su razonabilidad, discusión de posibles implicancias de los argumentos del mismo, o reforzando las conclusiones del mismo mediante la presentación de razonamientos y evidencia que sostenga algunas ideas que estaban pobremente respaldadas.   Los contraejemplos son una forma muy efectiva de demostrar los defectos de razonamiento que puede ocultar el texto analizado.
Existen varias estrategias que es posible adoptar. Por ejemplo
- Se puede elegir exponer un flanco débil, o error en el razonamiento del argumento presentado en el texto que se comenta.
- Se puede desafiar la razonabilidad del texto, o sea se puede criticar la posición que plantea el texto filosófico por estar construida sobre algún principio o hipótesis dudosa
- Se puede extender la conclusión del texto filosófico elaborando consecuencias no contempladas originalmente

### Conclusión
En la conclusión se enuncia nuevamente la tesis del comentarista y se enmarca su posición en el espacio del pensamiento. En caso de que el comentarista acuerde con la posición del texto filosófico, a veces se indica que trabajo adicional merece ser realizado sobre el tema. Si por el contrario el comentario es crítico del texto analizado, a veces el comentarista menciona posibles estrategias que podrían ser utilizadas para tratar los temas filosóficos analizados.